# Видацкий, Станислав
Станислав Зигмунт Видацкий (пол. Stanisław Zygmunt Widacki; 27 апреля 1883, с. Баковцы, ныне Львовский район Львовская область — 1940, г. Тернополь) — польский военный, педагог, общественный деятель. Почетный гражданин г. Бережаны (1934). Посол сейма Речи Посполитой от г. Тернополь.

## Биография
Родился 27 апреля 1883 года в с. Баковцы (Уезд Бобрка, Королевство Галиции и Лодомерии, Австро-Венгрия, ныне Львовский район, Львовская область, Украина). Отец — Ян Видацкий, мать — Эмилия из Бигалей.
Окончил гимназию имени Франца Йозефа г. Дрогобыч (1906, ныне Львовская область), учился на философском факультете Львовского университета (1906—1907). Работал: учителем языка, литературы и истории в Тернопольской государственной гимназии (1912); в 1912/1913 — заместитель учителя в Второй тернопольской гимназии, преподавал польский и немецкий языки, историю.
С 1914 года служил в армии Австро-Венгрии, воевал на восточном и итальянском фронтах, был трижды ранен и контужен. В 1918 году вступил в брак с Марией Лёрфринг (пол. Maria Lorfring).
Служил в польском войске (1918), получил ранг капитана (1919). Принимал участие в боях за Львов во время польско-украинской войны, боях на Малопольском и Литовско-Белорусском фронтах (1919), дослужился до ранга подполковника (1921). С 1929 г. — командир 51-го пехотного полка пограничных стрелков в Бережанах (казармы — в помещениях Бережанского замка). Занимался благотворительностью, заботился сиротами.
Был избран послом сейма II Речи Посполитой от г. Тернополь.
Бургомистр Тернополя (от 16 апреля 1934 до 17 сентября 1939 года).
Умер в 1940 году в г. Тернополь в тюрьме НКВД. По другим данным, польская сторона считает его жертвой «Катынской резни», был расстрелян без суда по секретному постановлению политбюро ЦК ВКП(б) от 5 марта 1940 года